# Miss Universo Birmania 2023
Miss Universo Birmania 2023 fue la 10.ª edición del certamen Miss Universo Birmania. Se llevó a cabo el 14 de septiembre de 2023 en el Novotel Yangon Max en Rangún, Birmania. Zar Li Moe de Bhamo coronó a Amara Bo de Kengtung como su sucesora al final del evento. Ella representará a Birmania en el próximo Miss Universo 2023 en El Salvador.

## Resultados
| Posiciones                  | Candidatas |
| --------------------------- | --- |
| Miss Universo Birmania 2023 | - Kengtung - Amara Bo |
| Primera finalista           | - Mawlamyine - Dee |
| Segunda finalista           | - Bhamo - Khaymar Budathoki |
| Tercera finalista           | - Tachileik - Nang Nandar Linn |
| Cuarta finalista            | - Pathein - No No May |
| Quinta finalista            | - Pyin Oo Lwin - Thin Sandar Pyae Thiha Aung                                                                                              |
| Top 10                      | - Hpakant - Pyae Kaung Su Thant - Myitkyina - Rose Seng Htoi - Naipyidó - Sasha Viola - Sittwe - Saw Myat Ei Khine                        |
| Top 15                      | - Hpa-An - Amelia - Kawkareik - Lily - Mandalay - Wutt Hmone Han - Mogok - Saung Hay Man - Muse - Seng Pan Htoi - Taunggyi - Hsu Myat Thu |

§ – Ganadora del voto popular

‡ – Ganadoras de desafíos

## Premios

### Premios especiales
| Título                 | Título              | Candidata                                     |
| ---------------------- | ------------------- | --------------------------------------------- |
| Mejor en Traje de Baño | Votación en línea   | - Mawlamyine - Dee                            |
| Mejor en Traje de Baño | Votación del jurado | - Pathein - No No May                         |
| Mejor Traje Nacional   | Votación en línea   | - Tachileik - Nang Nandar Linn                |
| Mejor Traje Nacional   | Votación del jurado | - Hakha - Yoon May Aung - Pathein - No No May |

### Ganadoras de retos
| Título                           | Título            | Candidata |
| -------------------------------- | ----------------- | --- |
| The Iconic Miss Universe Myanmar | Ganadora          | - Mawlamyine - Dee |
| The Iconic Miss Universe Myanmar | Primera finalista | - Sittwe - Saw Myat Ei Khine |
| The Iconic Miss Universe Myanmar | Segunda finalista | - Bhamo - Khaymar Budathoki |
| The Iconic Miss Universe Myanmar | Tercera finalista | - Kengtung - Amara Bo |
| The Iconic Miss Universe Myanmar | Cuarta finalista  | - Myitkyina - Rose Seng Htoi |
| «This is Me, Who I Am»           | Ganadora          | - Sittwe - Saw Myat Ei Khine |
| «This is Me, Who I Am»           | Top 10            | - Amarapura - Pearl Pwint Phyu - Bhamo - Khaymar Budathoki - Hpa-An - Amelia - Hpakant - Pyae Kaung Su Thant - Lashio - Rosa - Mawlamyine - Dee - Pathein - No No May - Pyinmana - Kyi Phyu Khin - Taunggyi - Hsu Myat Thu |
| Red Carpet Star                  | Red Carpet Star   | - Pathein - No No May |
| «I DESERVE»                      | «I DESERVE»       | - Mawlamyine - Dee |

## Candidatas
32 compitieron por el título.
| Ciudad/Distrito | Candidatas          | Edad | Altura          | Ciudad natal | Posición                    | Notas |
| --------------- | ------------------- | ---- | --------------- | ------------ | --------------------------- | ----- |
| Amarapura       | Pearl Pwint Phyu    | 20   | 1,68 m (5′ 6″)  |              |                             |       |
| Aungban         | Zin Ei Nwe          | 18   | 1,68 m (5′ 6″)  | Rangún       |                             |       |
| Bhamo           | Khaymar Budathoki   | 18   | 1,72 m (5′ 8″)  | Bhamo        | Segunda finalista           |       |
| Falam           | Khun Sett Cho       | 27   | 1,65 m (5′ 5″)  | Rangún       |                             |       |
| Hakha           | Yoon May Aung       | 22   | 1,71 m (5′ 7″)  | Meiktila     |                             |       |
| Hpa-An          | Amelia              | 25   | 1,75 m (5′ 9″)  |              | Top 15                      |       |
| Hpakant         | Pyae Kaung Su Thant | 27   | 1,78 m (5′ 10″) | Pakokku      | Top 10                      |       |
| Kawkareik       | Lily                | 27   | 1,68 m (5′ 6″)  |              | Top 15                      |       |
| Kengtung        | Amara Bo            | 26   | 1,81 m (5′ 11″) | Mandalay     | Miss Universo Birmania 2023 |       |
| Kutkai          | Mai Zin Latt        | 27   | 1,73 m (5′ 8″)  | Muse         |                             |       |
| Kyaukse         | Ei Shwe Eain        | 18   | 1,67 m (5′ 6″)  |              |                             |       |
| Lashio          | Rosa                | 23   | 1,70 m (5′ 7″)  | Myitkyina    |                             |       |
| Mandalay        | Wutt Hmone Han      | 21   | 1,63 m (5′ 4″)  | Mandalay     | Top 15                      |       |
| Mawlamyine      | Dee                 | 27   | 1,71 m (5′ 7″)  | Thanbyuzayat | Primera finalista           |       |
| Meiktila        | Su Myat Noe         | 21   | 1,68 m (5′ 6″)  |              |                             |       |
| Mogok           | Saung Hay Man       | 20   | 1,68 m (5′ 6″)  | Myitkyina    | Top 15                      |       |
| Monywa          | Yu Wadi Aung        | 23   | 1,80 m (5′ 11″) |              |                             |       |
| Muse            | Seng Pan Htoi       | 20   | 1,72 m (5′ 8″)  | Muse         | Top 15                      |       |
| Myitkyina       | Rose Seng Htoi      | 23   | 1,68 m (5′ 6″)  | Myitkyina    | Top 10                      |       |
| Naipyidó        | Sasha Viola         | 24   | 1,67 m (5′ 6″)  | Rangún       | Top 10                      |       |
| Pathein         | No No May           | 20   | 1,67 m (5′ 6″)  | Rangún       | Cuarta finalista            |       |
| Pegu            | Wint Shwe Sin       | 23   | 1,70 m (5′ 7″)  |              |                             |       |
| Pyay            | May Thinzar         | 18   | 1,62 m (5′ 4″)  | Rangún       |                             |       |
| Pyinmana        | Kyi Phyu Khin       | 27   | 1,70 m (5′ 7″)  | Rangún       |                             |       |
| Pyin Oo Lwin    | Thein Sandar        | 22   | 1,63 m (5′ 4″)  |              | Quinta finalista            |       |
| Rangún (Este)   | Pandra              | 22   | 1,68 m (5′ 6″)  | Lawksawk     |                             |       |
| Rangún (Norte)  | Phyu Zin Thant      | 18   | 1,67 m (5′ 6″)  | Rangún       |                             |       |
| Rangún (Sur)    | El Linn             | 22   | 1,70 m (5′ 7″)  | Rangún       |                             |       |
| Sittwe          | Saw Myat Ei Khine   | 23   | 1,68 m (5′ 6″)  | Sittwe       | Top 10                      |       |
| Tachileik       | Nang Nandar Linn    | 19   | 1,70 m (5′ 7″)  | Rangún       | Tercera finalista           |       |
| Taunggyi        | Hsu Myat Thu        | 20   | 1,65 m (5′ 5″)  | Rangún       | Top 15                      |       |
| Taungoo         | Ei Kha Kha Mon      | 20   | 1,68 m (5′ 6″)  | Taungoo      |                             |       |

### Candidatas reemplazadas
- Falam - Htoo Wint Thandar, Miss Universe Falam 2023 se retiró por motivos personales. Su primer finalista, Khun Sett Cho, la reemplazó.

### Candidatas retiradas
- Kyaukme - Lway Hseng Nom se retiró por motivos personales.
- Thaton - Phoo Pwint Sone se retiró debido a la inestable salud de su madre.
- Yamethin - Chuu Chuu Kaung San se retiró debido a su estado de salud.
- Rangún (Oeste) - Yoon Thiri Naing se retiró debido a cuestiones educativas.

## Cruces y regresos
Candidatas que compitieron en ediciones de Miss Universo Birmania y otros certámenes de belleza locales e internacionales con sus respectivas posiciones:

### Concursos de ciudad
Miss Grand Rangún
- 2024: Kyi Phyu Khin (1.ª finalista)[11]
- 2024: Yu Wadi Aung (Top 20)
- 2024: Phyu Zin Thant (No clasificó)[11]

Miss Universo Myitkyina
- 2023: Rosa Tinggaw Ji San (4.ª finalista)

Miss Universo Mawlamyine
- 2017: Dee (2nd runner-up)[12]

Miss Tsai Lat (Miss Laiza)
- 2023:Saung Hay Hman (Ganadora)
- 2020:Rosa Tinngaw Ji San (Ganadora)

Miss Golden Land Yangon Region
- 2019: Sasha Viola (Ganadora - Rangún (Norte))

Miss Golden Land Magway Region
- 2016: Pyae Kaung Su THant (1.ª finalista)

### Concursos nacionales
Miss Universo Birmania
- 2022: Amara Bo (Top 10)[13]
- 2022: Sasha Viola (Top 10)[13]

2019: Amelia Wei (No clasificó)
Miss Tierra Birmania
- 2022: Kyi Phyu Khin (2.ª finalista (Miss Agua))

Miss Mundo Birmania
- 2019: Amara Bo (1.ª finalista)
- 2018: Kyi Phyu Khin (Desconocido)
- 2018: Pyae Kaung Su Thant (No clasificó)

### Concursos internacionales
Miss Tourism of the Globe
- 2018: Pyae Kaung Su THant (No clasificó)